# Олевени
Олевени (мкд. Олевени) су насеље у Северној Македонији, у јужном делу државе. Олевени припадају општини Битољ.

## Географија
Насеље Олевени је смештено у јужном делу Северне Македоније. Од најближег већег града, Битоља, насеље је удаљено 8 km јужно.
Олевени се налазе у југозападном ободу Пелагоније, највеће висоравни Северне Македоније. Насељски атар је равничарски на истоку, док се ка западу издиже прва брда планине Баба. Надморска висина насеља је приближно 650 метара.
Клима у насељу је умереноконтинентална.

## Становништво
Олевени су према последњем попису из 2021. године имали 146 становника.
| Национални састав према попису из 2021.‍ | Национални састав према попису из 2021.‍ | Национални састав према попису из 2021.‍ | Национални састав према попису из 2021.‍ | Национални састав према попису из 2021.‍ |
| --------------------------------------- | --------------------------------------- | --------------------------------------- | --------------------------------------- | --------------------------------------- |
|                                         |                                         |                                         |                                         |                                         |
| Македонци                               | Македонци                               |                                         | 133                                     | 91,1%                                   |
| Албанци                                 | Албанци                                 |                                         | 3                                       | 2%                                      |

Већинска вероисповест је православље.